# Bruno Praxedes
Bruno Conceição Praxedes (Itaboraí, 22 febbraio 2002) è un calciatore brasiliano, centrocampista del RB Bragantino.

## Caratteristiche tecniche
Centrocampista mancino di qualità, predilige giocare davanti alla difesa dove ha la possibilità di dettare i tempi di gioco. Fisicamente longilineo, ha una buona visione periferica anche se pecca ancora di efficacia in zona offensiva.

## Carriera
Nato ad Itaboraí, nel 2012 entra a far parte del giovanile del Fluminense rimanendovi fino al 2019 quando si trasferisce all'Internacional. Ad inizio 2020 si rivela uno dei protagonisti della formazione Under-20 che conquista la Copinha; poco dopo viene promosso in prima squadra ed il 1º febbraio debutta fra i professionisti subentrando a Martín Sarrafiore al 74' dell'incontro del Campionato Gaúcho pareggiato 0-0 contro l'Ypiranga-RS. Il 3 marzo seguente gioca gli ultimi minuti della sfida di Coppa Libertadores giocata contro il Grêmio, venendo coinvolto in una rissa a fine partita che causerà l'espulsione di otto giocatori.
II 21 maggio seguente rinnova il proprio contratto con il club biancorosso fino al 2025 ed Il 9 agosto 2020 debutta nel Brasileirão giocando il match vinto 1-0 contro il Coritiba.

## Statistiche
Statistiche aggiornate al 27 settembre 2023.

### Presenze e reti nei club
| Stagione             | Squadra              | Campionato           | Campionato | Campionato | Coppe nazionali | Coppe nazionali | Coppe nazionali | Coppe continentali | Coppe continentali | Coppe continentali | Altre coppe | Altre coppe | Altre coppe | Totale | Totale | Totale |
| Stagione             | Squadra              | Comp                 | Pres       | Reti       | Comp            | Pres            | Reti            | Comp               | Pres               | Reti               | Comp        | Pres        | Reti        | Pres   | Reti   |        |
| -------------------- | -------------------- | -------------------- | ---------- | ---------- | --------------- | --------------- | --------------- | ------------------ | ------------------ | ------------------ | ----------- | ----------- | ----------- | ------ | ------ | ------ |
| 2020                 | Internacional        | PD/RS+A              | 7+22       | 0+1        | CB              | 3               | 0               | CL                 | 4                  | 0                  |             | -           | -           | 36     | 1      |        |
| 2021                 | Internacional        | PD/RS+A              | 12+2       | 0+1        | CB              | 0               | 0               | CL                 | 4                  | 0                  |             | -           | -           | 18     | 1      |        |
| Totale Internacional | Totale Internacional | Totale Internacional | 43         | 2          |                 | 3               | 0               |                    | 8                  | 0                  |             | -           | -           | 54     | 2      |        |
| 2021                 | RB Bragantino        | A                    | 20         | 2          | CB              | 0               | 0               | CS                 | 7                  | 1                  |             | -           | -           | 27     | 3      |        |
| 2022                 | RB Bragantino        | A1/SP+A              | 11+15      | 1+1        | CB              | 2               | 0               | CL                 | 3                  | 0                  |             | -           | -           | 31     | 2      |        |
| 2023                 | RB Bragantino        | A1/SP+A              | 9+1        | 2+0        | CB              | 0               | 0               | CS                 | 1                  | 0                  |             | -           | -           | 11     | 2      |        |
| Totale RB Bragantino | Totale RB Bragantino | Totale RB Bragantino | 56         | 6          |                 | 2               | 0               |                    | 11                 | 1                  |             | -           | -           | 69     | 7      |        |
| 2023                 | Vasco da Gama        | A                    | 8          | 1          | CB              | 0               | 0               |                    | -                  | -                  |             | -           | -           | 8      | 1      |        |
| Totale carriera      | Totale carriera      | Totale carriera      | 107        | 9          |                 | 5               | 0               |                    | 19                 | 1                  |             | -           | -           | 131    | 10     |        |

## Palmarès

### Club

#### Competizioni giovanili
- Copinha: 1

Internacional: 2020